# Liza Koshy
 (septembre 2020).
Si vous disposez d'ouvrages ou d'articles de référence ou si vous connaissez des sites web de qualité traitant du thème abordé ici, merci de compléter l'article en donnant les références utiles à sa vérifiabilité et en les liant à la section « Notes et références ».
Liza Koshy, née le 31 mars 1996 à Houston (Texas), est une actrice et vidéaste web américaine. Elle a commencé sa carrière sur Vine en 2013, avant de lancer une chaîne YouTube. 

## Biographie
Liza Koshy est née le 31 mars 1996 au Texas

## Filmographie
Cinéma
- 2020 : Work It : Jasmine « Jazz » Hale
- 2023 : Transformers: Rise of the Beasts de Steven Caple Jr. : Arcee (voix)
- 2023 : Cat Person de Susanna Fogel : Ernie
- 2024 : Prise au jeu de Trish Sie : Ashley[1]
- 2024 : Les Dessous de la famille (A Family Affair) de Richard LaGravenese
- 2025 : KPop Demon Hunters de Maggie Kang et Chris Appelhans : la présentatrice (voix originale)
- 2025 : Y a-t-il un flic pour sauver le monde ? (The Naked Gun) de Akiva Schaffer :  détective Barnes
- prochainement : The Man with the Bag d'Adam Shankman

Série d'animation
- 2020 : Scooby-Doo et Compagnie : elle-même (saison 2, épisode 11)

## Distinctions
- Star féminine du Web de la 19e cérémonie des Teen Choice Awards et de la 20e cérémonie des Teen Choice Awards
- Comédienne du Web de la 20e cérémonie des Teen Choice Awards
- Youtubeuse de la 20e cérémonie des Teen Choice Awards
- Youtubeuse préférée de la 31e cérémonie des Kids' Choice Awards